# Oľšavce
Oľšavce est un village de Slovaquie situé dans la région de Prešov.

## Histoire
Première mention écrite du village en 1383.

## Démographie

### Évolution de la population
| Année:               | 1994. | 2004.   | 2014.   | 2024.    |
| -------------------- | ----- | ------- | ------- | -------- |
| Nombre de personnes: | 171   | 166     | 181     | 159      |
| Différence:          |       | -2,92 % | +9,03 % | -12,15 % |

| Année:               | 2023. | 2024.   |
| -------------------- | ----- | ------- |
| Nombre de personnes: | 158   | 159     |
| Différence:          |       | +0,63 % |